# Pallacanestro Cantù 1958-1959
Questa voce raccoglie le informazioni riguardanti la Pallacanestro Cantù nelle competizioni ufficiali della stagione 1958-1959.

## Stagione
La stagione 1958-1959 della Pallacanestro Cantù sponsorizzata Fonte Levissima, è la 4ª nel massimo campionato italiano di pallacanestro, l'Elette.
Il Commendator Casella, appena divenuto dirigente, doveva già nominare il nuovo allenatore in quanto Isidor Maršan aveva lasciato vacante la panchina canturina. Così Ettore Casella si affidò ai consigli di Vittorio Tracuzzi, allora allenatore della Virtus Bologna, che gli segnalò un suo giovane aiutante, Gianni Corsolini.

## Roster
- Lino Cappelletti
- Gualtiero Bernardis
- Antonio Frigerio
- Dante Masocco
- Rino Morani
- Marcello Motto
- Luciano Racchi
- Tony Vlastelica
- Luciano Zia
- Cermelli
- Renato Quarti

Allenatore:  Gianni Corsolini